# Борщёвское сельское поселение (Хохольский район)
Борщёвское се́льское поселе́ние — муниципальное образование в Хохольском районе Воронежской области Российской Федерации.
Административный центр сельского поселения — село Борщёво.

## История
В 1918 году образован Борщёвский сельский Совет рабочих, крестьянских и красноармейских депутатов Борщёвской волости Коротоякского уезда Воронежской губернии.
В 1923 году Коротоякский уезд ликвидируется, а территория сельсовета входит в состав Борщёвского уезда.
С 1928 года исполнительный орган управления территорией именуется как Борщёвский сельский Совет крестьянских и красноармейских депутатов Гремяченского района Центрально-Чернозёмной области.
С 1936 года — Борщёвский сельский Совет депутатов трудящихся Гремяченского района Воронежской области, территория Борщёвского сельского Совета входит в состав Хохольского района.

## Население
| 2007 | 2010 | 2012 | 2013 | 2014 | 2015 | 2016 |
| ---- | ---- | ---- | ---- | ---- | ---- | ---- |
| 315  | ↘295 | ↗296 | ↗313 | ↘310 | ↘309 | ↘299 |
| 2017 | 2018 |      |      |      |      |      |
| ↗300 | ↘291 |      |      |      |      |      |

## Состав сельского поселения
| № | Населённый пункт | Тип населённого пункта       | Население |
| - | ---------------- | ---------------------------- | --------- |
| 1 | Борщёво          | село, административный центр | ↘217      |
| 2 | Маслов Лог       | хутор                        | 26        |
| 3 | Пашенково        | хутор                        | 52        |

## Достопримечательности
- Стоянки каменного века Костёнковско-борщёвского комплекса (стоянки Борщёво-I-IV)